# Кведа Агві
Кведа Агві (груз. ქვედა აღვი) — село в Грузії.
За даними перепису населення 2014 року в селі проживає 193 особи.